# Stadsregio Rotterdam
De stadsregio Rotterdam was een plusregio in Zuid-Holland. De stadsregio omvatte, sinds Rozenburg in 2010 door Rotterdam werd ingelijfd, vijftien gemeenten. Het gebied vormde ongeveer de agglomeratie Rotterdam, maar strekte zich nog iets verder in oostelijke richting uit. De regio heeft een inwonertal van circa 1,2 miljoen inwoners, wat het gebied tot een van de dichtstbevolkte regio's van Nederland maakt. De stadsregio werd gerekend tot de Zuidvleugel van de Randstad.  Het gebied heeft een bevolkingsdichtheid van 1500 inwoners per km². Op 1 januari 2015 is de stadsregio opgegaan in de metropoolregio Rotterdam-Den Haag.
| Gemeente               | Inwonertal |
| ---------------------- | ---------- |
| Albrandswaard          | 26.431     |
| Barendrecht            | 48.689     |
| Brielle                |            |
| Capelle aan den IJssel | 67.948     |
| Hellevoetsluis         |            |
| Krimpen aan den IJssel | 29.630     |
| Lansingerland          | 65.600     |
| Maassluis              | 35.826     |
| Nissewaard             | 87.626     |
| Ridderkerk             | 47.713     |
| Rotterdam              | 671.125    |
| Schiedam               | 81.855     |
| Vlaardingen            | 76.472     |
| Westvoorne             |            |
| Totaal                 | 1.240.278  |

Het centrum van het gebied werd gevormd door de stad Rotterdam, die samen met de andere gemeenten in de regio één woningmarkt, één arbeidsmarkt en één vervoersgebied vormde.
De stadsregio Rotterdam was in samenwerking met de overige bestuurslagen verantwoordelijk voor onder meer verkeers- en vervoersbeleid, kleinschalige infrastructuur, exploitatie openbaar vervoer, jeugdzorg, de ruimtelijk planning en woningbouw binnen de regio.
De stadsregio Rotterdam was onderdeel van de Veiligheidsregio Rotterdam-Rijnmond.